# Pseudapis uelleburgensis
Pseudapis uelleburgensis är en biart som först beskrevs av Embrik Strand 1912.  Pseudapis uelleburgensis ingår i släktet Pseudapis och familjen vägbin. Inga underarter finns listade i Catalogue of Life.